# Slawa Frolowa

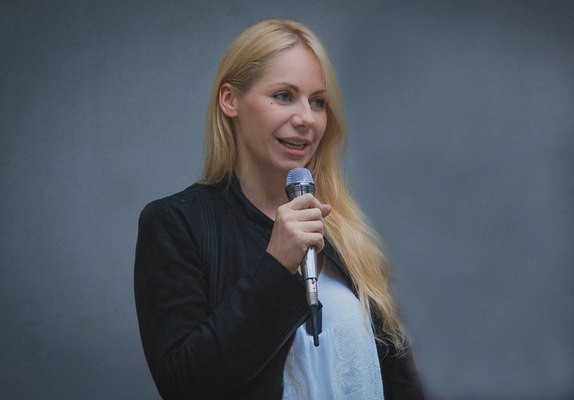
Slawa Frolowa 2013

Slawa Frolowa (ukrainisch Слава Фролова, vollständiger Name: В'ячеслава  Владиславівна Фролова Wjatscheslawa  Wladyslawiwna Frolowa, englische Transkription Slava Frolova; * 9. Juni 1976 in Odessa, Ukrainische SSR) ist eine ukrainische Fernseh- und Radiomoderatorin sowie Stiftungsgründerin. Sie war eine von drei Juroren der ukrainischen Castingshow Ukrajina maje talant (Україна має талант, zu deutsch: Ukraine hat Talent).

## Leben
Slawa Frolowa kam 1976 als Tochter eines Seemanns und Wirtschaftswissenschaftlers in Odessa zur Welt. Sie besuchte im Anschluss die Kunsthochschule in Odessa, die sie 1994 mit einem Diplom als Grafikerin abschloss. Im selben Jahr wurde sie Autorin und Gastgeberin eines Kunstprogramms der Odessaer Rundfunkgesellschaft und arbeitete parallel als Radiomoderatorin bei dem Sender NRJ Україна (Europa Plus Ukraine).
1998 zog sie nach Kiew, und arbeitete als Regisseurin und Leiterin eines Kabelfernseh-Senders und als Moderatorin bei Kiewer Radiostationen.
Daneben absolvierte sie in Kiew eine Ausbildung zur Film- und Fernsehregisseurin an der Kiewer Nationalen Universität für Kultur und Kunst (Київський національний університет культури і мистецтв) und eine Ausbildung zur Theater-Regisseurin an der Kiewer Nationalen Universität für Theater, Kino und Fernsehen (Киевский национальный университет театра, кино и телевидения им. И.К. Карпенко-Карого).
Frolowa gründete 2002 die Eventagentur ARBUZ und war in den Jahren 2009 und 2010 eine der drei Juroren der Talentschau Ukrajina maje talant im größten privaten Fernsehsender der Ukraine STB. 2012 gründete sie die Stiftung zur Unterstützung und Förderung der jungen Kunst in der Ukraine mit dem Projekt Slava Frolova-Group zur Entwicklung des kulturellen Niveaus des Landes innerhalb und außerhalb seiner Grenzen.
Mit 123.000 Abrufen war Slawa Frolowa 2013, nach Roxelane, Lessja Ukrajinka und Lina Kostenko, die meistbesuchte Ukrainerin der ukrainischsprachigen Wikipedia.
Slawa ist verheiratet und Mutter von zwei Kindern.